# Terpinène-4-ol
Le terpinène-4-ol (ou 4-terpinéol) est un terpinéol qui comporte un centre stéréogène et se présente donc sous la forme de deux stéréoisomères appelés dans ce cas énantiomères. Le racémique est produit naturellement par phytochimie et est utilisé tel quel dans l'industrie des parfums et en aromathérapie.
C'est un monoterpène alcoolique qui consiste en un liquide incolore doté d'une odeur florale et épicée caractéristique.
Le terpinène-4-ol est retrouvé dans de nombreuses huiles essentielles de nombreuses plantes, par exemple des genres Pinus et Eucalyptus, dans l'huile de lavande et l'huile d'arbre à thé ainsi que dans celle de noix de muscade et du naosichi.

## Synthèse
Le terpinène-4-ol est un sous-produit de la synthèse biologique des terpinéols.